# هری کی
هری کی (انگلیسی: Harry Kaye؛ ۱۹ آوریل ۱۹۱۹ – ۱۹۹۲ (۷۲−۷۳ سال)) بازیکن فوتبال اهل بریتانیا بود.
از باشگاه‌هایی که در آن بازی کرده‌است می‌توان به باشگاه فوتبال برادفورد سیتی، باشگاه فوتبال لیورپول، و باشگاه فوتبال سوئیندون تاون اشاره کرد.